# Karatal (folyó, Kazahsztán)

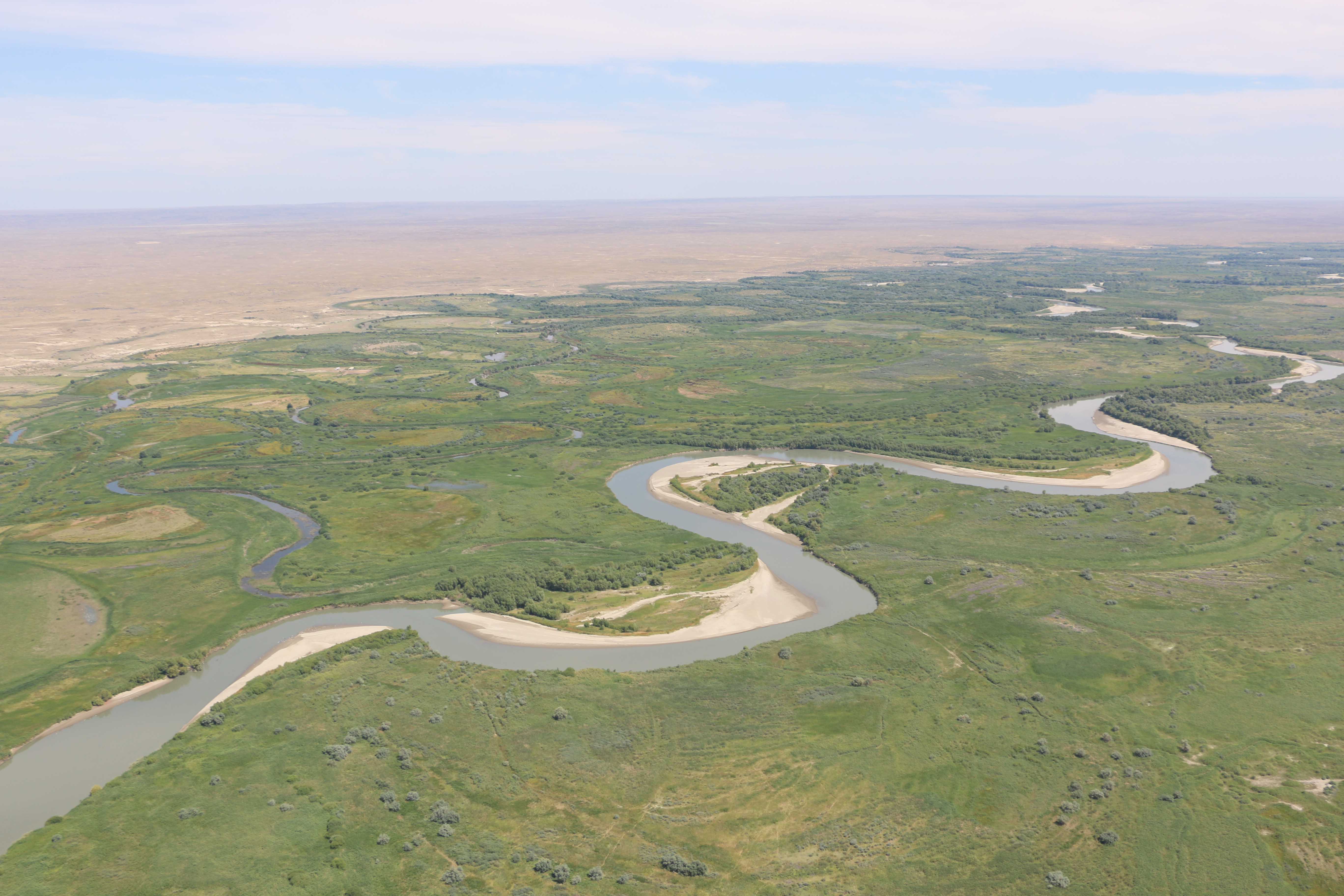
A Karatal folyó látképe

A Karatal (orosz nyelven: Каратал, Karatal; mongol nyelven: Хартал Hartal, kazah nyelven: Қаратал, Qaratal) a Balkas-Alakol-medence egyik folyója Kazahsztánban. A folyó a dzsungariai Alatau hegységben ered közel a kínai határhoz, és a Balkas-tóba ömlik. A Balkas-tóba ömlő két nagy folyó közül a legkeletibb; a másik az Ili folyó. A Karatal a történelmi Zsetiszu régió egyik fő folyója. A 390 kilométer hosszú folyó vízgyűjtő területe 19 100 négyzetkilométer.
A Karatal a kínai határtól nyugat-délnyugati irányban folyik, mielőtt Taldikorgantól délre északnyugati irányba fordulna, majd észak felé folyik, amikor eléri a sivatagot, amely a Balkhasz-tótól délre eső nagy homoksivatag. 
A folyó a Balkas-tóba a déli oldalának középpontja közelében torkollik. A Karatal folyót decembertől márciusig jég borítja. A folyó vizét öntözésre használják, ezért a folyónak a Balkas-tóba való befolyása korlátozott.

## Leírása
A Karatal az Ili után a Szemirecsje területének második legnagyobb folyója. A folyó neve kazah nyelven "Fekete fűz" jelentésű.

## Fauna
A Karatal folyóba dél felől ömlik bele a Koksu folyó. A folyó madárvilágát  pelikánok és  több kacsafaj és más madarak alkotják.